# Eucyclogobius newberryi
Eucyclogobius newberryi е вид лъчеперка от семейство Попчеви (Gobiidae), единствен представител на род Eucyclogobius. Видът е световно застрашен, със статут Уязвим.

## Разпространение
Разпространен е в САЩ.